# Campeonato Roraimense de Futebol de 1998
O Campeonato Roraimense de Futebol de 1998 foi a 43.ª edição profissional do futebol de Roraima, contou com sete clubes e teve como campeão Atlético Roraima

## Participantes
De acordo com a revista Placar, estes foram os participantes desta edição:
- Atlético Roraima Clube (Boa Vista)
- Baré Esporte Clube (Boa Vista)
- Grêmio Atlético Sampaio 'GAS' (Boa Vista)
- Náutico Futebol Clube (Boa Vista)
- Atlético Progresso Clube (Mucajaí)
- Atlético Rio Negro Clube (Boa Vista)
- São Raimundo Esporte Clube (Boa Vista)

## Quadrangular final
- O São Raimundo tem um ponto bônus por ter liderado o Primeiro Turno.

## Premiação
| Campeonato Roraimense de 1998         |
| Campeonato Roraimense                 |
| ------------------------------------- |
| Atlético Roraima Campeão (11º título) |